# モトーラ世理奈
モトーラ 世理奈（モトーラ せりな、Serena Motola、1998年10月9日 - ）は、日本のファッションモデル、女優、歌手。
東京都出身。東京都立石神井高等学校卒業。ボックスコーポレーション所属。雑誌『装苑』専属モデル。

## 略歴
幼いころより雑誌に応募するなどモデルに憧れ、2014年、高校1年生の時に原宿でスカウトされ事務所に所属。演技に興味を持ちドラマデザイン社主催の女優育成プロジェクト「アクトレスインキュベーション」に第3期生として参加して演技のレッスンを続ける中、モデルとして雑誌『装苑』への出演が決まり、同年11月発売の同誌2015年1月号「ニューカマースペシャル」でデビューする。
2016年11月発売のRADWIMPSのアルバム『人間開花』のジャケットビジュアルに抜擢され注目を集める。また、資生堂の企業文化誌『花椿』新装刊0号の表紙を飾る。「ひと目見たら忘れられない」圧倒的なインパクトを魅力に、有名百貨店やアパレルブランドなどさまざまな広告のメインビジュアルやファッション誌に起用される。
2017年3月に行われた「Amazon Fashion Week TOKYO 2017A/W」のキービジュアルに起用される。また同月発売の『装苑』5月号より同誌専属モデルとなる。
高校卒業後の2017年4月に文化服装学院ファッション流通科へ進学するものの、辞めて仕事に専念する。
2018年3月には「パリ・コレクション 2018-19A/W」にてファッションブランド「UNDERCOVER」のショーモデルを務め、パリコレデビュー。女優の二階堂ふみがカメラマンとして初めて撮影する写真集の被写体に選ばれて、同年4月に写真集『月刊モトーラ世理奈・夏 写真 二階堂ふみ』を発表する。
初めて本格的に演技に挑戦した2018年6月公開の映画『少女邂逅』で、200人以上の応募者の中から選ばれて保紫萌香(現在: 穂志もえか)ともにダブル主演を務め、長編映画に初主演。同年8月には『透明なゆりかご』でNHKテレビドラマに初出演し難役を演じて注目を集め、女優として今後「面白い存在」になるかもとして担当プロデューサーから期待を受ける。2019年1月には『レ・ミゼラブル 終わりなき旅路』で民放ドラマに初出演。2020年2月公開の映画『恋恋豆花』で2,000人の中からオーディションを勝ち抜いて主演を務める。
2019年7月にはフィッシュマンズの代表曲「いかれたBaby」のカバーを12インチシングル盤及び音楽配信にてリリースして歌手としてもデビューする。
2020年、主演作品『風の電話』が第70回ベルリン国際映画祭の「ジェネレーション部門」に正式出品される。2月23日に行われたプレミア上映にモトーラも出席。同作は準グランプリにあたる国際審査員特別賞を受賞した。

## 人物
父はイタリア系アメリカ人で、母は日本人である。ひとりっ子。
趣味はダンス、ショッピング。ダンスを習っていた友人に教えてもらったのをきっかけにダンスに興味を持ち、小学6年生の時からヒップホップを習い始める。高校入学後にダンス部に入部。授業の自由に作る創作ダンスは苦手と語る。
特技は変顔。
カメラ歴10年超のカメラ女子。小学生のころ祖父から貸してもらったカメラで写真に興味を抱き、母からプレゼントされたカメラで写真を撮り始める。写真の魅力について、「自分の感性や考えていることをビジュアルとして表現できること」と語る。『モトーラ世理奈「色の記憶」 』と題して「装苑ONLINE」上に2018年5月から月2回のペースで作品を連載する。
特徴であるそばかすについて、小学校・中学校のころはとても嫌だったが、モデルとして活動を開始して「あなたにしか無い特別なものだよ」と言われる機会が増えたことで、そばかすが自身の個性でありチャームポイントであると考えられるようになったと語っている。
演技について「もっと自由に表現できるようになって、さまざまな役柄を演じられる女優になりたい」と語り、目標として蒼井優や満島ひかりを挙げる。

## 受賞
- 第94回キネマ旬報ベスト・テン 新人女優賞（『風の電話』）[31]
- 第29回日本映画批評家大賞　新人女優賞（小森和子賞）「おいしい家族」「ブラック校則」

## 出演

### テレビドラマ
- グーグーだって猫である2 -good good the fortune cat- 第2話（2016年6月18日、WOWOW）
- 透明なゆりかご 第6回（2018年8月24日、NHK総合） - 三浦ハルミ 役[18]
- レ・ミゼラブル 終わりなき旅路（2019年1月6日、フジテレビ） - 四谷みどり 役[1][20]
- ブラック校則（2019年10月15日 - 11月26日、日本テレビ） - ヒロイン・町田希央 役[32]
- 東京デザインが生まれる日（2020年12月3日 - 24日、テレビ東京） - 主演・小野睦 役[33]
- FM999 999WOMEN'S SONGS 第3話（2021年3月26日 - 、WOWOWオンデマンド・WOWOWプライム） - 女に恋した女 役
- ソロモンの偽証（2021年10月3日 - 11月21日、WOWOW） - 勝木恵子 役[34][35]
- 椅子 第3話「海へ」第4話「オモイデ」（2022年6月10日・17日、WOWOW） - 主演・紗耶 役（第3話）那月 役（第4話）[36][37]
- ジャパニーズスタイル（2022年10月22日・29日・11月12日・19日・12月24日、テレビ朝日） - 久能イチ子 役[38]

### 配信ドラマ
- 放課後ソーダ日和（2018年6月29日 - 8月20日、YouTube） - 富田紬 役（特別出演）[39]
- 雨に叫べば（2021年12月16日、Amazonプライムビデオ） - 佐藤よしえ 役[40]
- ぐでたま 〜母をたずねてどんくらい〜（2022年12月13日、Netflix） - ヒロイン・ぐでAD 役[41]

### 映画
- 少女邂逅（2018年6月30日） - 主演・富田紬 役[注 1][注 3][15][16]
- 21世紀の女の子「out of fashion」（2019年2月8日） - 主演[42]
- 放課後ソーダ日和 特別版（2019年3月22日） - 富田紬 役[43]
- 8KVRインタラクティブ カナシミの国のアリス（2019年） - 主演・アリス 役[44][45]
- おいしい家族（2019年9月20日）- ダリア 役[46]
- ブラック校則（2019年11月1日） - ヒロイン・町田希央 役[32]
- 猫、かえる Cat's Home（2020年1月18日） - 主演・リナ 役[47][48]
- 風の電話（2020年1月24日） - 主演・ハル 役[49]
- 恋恋豆花（2020年2月22日） - 主演・森下奈央 役[21][22]
- タイトル、拒絶（2020年11月13日） - 和代 役
- 愛しのダディー殺害計画（2020年12月11日公開） - 主演・大槻エマ 役[注 4][50]
- Memories（2021年9月18日） - 主演[注 5][51]
- ホリック xxxHOLiC（2022年4月29日） - モロダシ 役[52]
- ハウ（2022年8月19日） - 森下めぐみ 役[53]
- 異動辞令は音楽隊!（2022年8月26日） - 柏木美由紀 役[54][55]
- アイスクリームフィーバー（2023年7月14日） - 橋本佐保 役[56][57]

### 短編映画
- 太陽-TAIYO-（2022年4月28日） - やすこ 役[58]

### 舞台
- GIRLS PRISON OPERA（2014年12月18日 - 23日、新宿シアターモリエール）

### 雑誌
- 装苑（2017年5月号 - ） - 専属モデル

### イベント
- Amazon Fashion Week TOKYO 2017 A/W（2017年3月） - キービジュアル
- パリ・コレクション 2018-19 A/W（2018年3月） - 「UNDERCOVER」ショーモデル

### PV
- ガイ・ピアース「TASTE」（2014年10月）
- 吉澤嘉代子「残ってる」（2017年9月16日）監督 千原徹也
- 大比良瑞希「無重力」（2019年）
- UCARY & THE VALENTINE「to you」（2020年）
- 銀杏BOYZ「GOD SAVE THE わーるど」（2021年6月）

### CDジャケット
- RADWIMPS『人間開花』（2016年）

### CM
- GABA（2017年 - ）
- Google Google Pixel 6（2021年11月 - ）

## 作品

### 写真集
- YOKO KUSANO x MOTOLA SERENA（2017年12月、撮影：草野庸子、DAITOKAI BOOKS）[59]
- 月刊モトーラ世理奈・夏 写真 二階堂ふみ（2018年4月、小学館、撮影：二階堂ふみ、ISBN 978-4-09-682268-5）[9]
- モトーラ世理奈 沢渡 朔（2019年4月10日、ギャンビット、撮影：沢渡朔、ISBN 978-4-907462-41-3）[60]

### アートブック
- Lula JAPAN Lula BOOKS「SERENA MOTOLA.」（2021年10月27日発売、撮影：Charlie Engman、Tsugumi他、SELEK LIMITED）

### WEB連載
- モトーラ世理奈「色の記憶」（2018年5月28日 - 2019年1月15日休載、装苑ONLINE） - 写真連載[30]

## ディスコグラフィ

### シングル（配信）
- いかれたBaby（2019年7月3日、ビクターエンターテインメント）

### シングル（アナログ盤）
- いかれたBaby（2019年7月3日、HMV Record Shop、HR12S020）